# Exoprosopa gracilis
Exoprosopa gracilis är en tvåvingeart som beskrevs av Greathead 2006. Exoprosopa gracilis ingår i släktet Exoprosopa och familjen svävflugor.
Artens utbredningsområde är Namibia. Inga underarter finns listade i Catalogue of Life.